# Tskhinvali
Tskhinvali, connue aussi comme Tskhinval (en ossète : Цхинвал, en géorgien : ცხინვალი, en russe : Цхинвал ou Цхинвали), est la capitale de l'Ossétie du Sud, territoire du Caucase au statut contesté (pour la communauté internationale, elle appartient à la région de Kartlie intérieure, en Géorgie, la quasi-totalité des pays ne reconnaissant pas l'indépendance de l'Ossétie du Sud, proclamée en coordination avec la Russie en 1992 et reconnue par la Russie en 2008). Peuplée majoritairement par des Ossètes depuis les années 1950, la ville se situe sur la rivière Liakhvi, environ 100 kilomètres au nord-ouest de Tbilissi, capitale de la Géorgie, et à vingt-cinq kilomètres de la frontière avec la Russie (République d'Ossétie du Nord).

## Géographie

### Situation
La ville de Tskhinvali est située, d'après les autorités géorgiennes, au centre-nord du district de Gori, dans la région de Kartlie intérieure. Toutefois, le gouvernement d'Ossétie du Sud la situe politiquement au sud du raïon (district) homonyme, à seulement 510 mètres de la frontière de facto séparant la Géorgie à sa province indépendantiste. Localisée à 100 kilomètres au nord-ouest de Tbilissi et à 25 kilomètres de la frontière avec la Russie, la ville est bordée par le flanc ouest du Liakhvi.
Tskhinvali se trouve à une altitude de 860 mètres. On trouve au nord de la ville, sur les ruines de l'ancien village géorgien de Tamaracheni, détruit par les forces sud-ossètes pendant la Deuxième Guerre d'Ossétie du Sud, un quartier résidentiel enclavé à Tskhinvali, dénommé « Moskovski » et construit par la mairie de Moscou. À l'est, la ville est bordée par les hauteurs de Prissi et le village de Zemo Prissi et au sud, par Ergneti, Goudjabaouri, Kvemo Nikozi et Zemo Nikozi. À l'ouest, la commune la plus proche est Kousreti.
| Kousreti    | (Tamaracheni), Kvemo Atchabeti | Kheïti      |
| Tbeti       | Tskhinvali                     | Zemo Prissi |
| Zemo Nikozi | Goudjabaouri                   | Ergneti     |

### Climat
Tskhinvali est situé dans une zone de climat continental, c'est-à-dire que chaque année, les températures de l'hiver sont assez froides pour accueillir de la neige durant la majorité de la saison.
La température la plus froide pour Tskhinvali jamais enregistrée est de −28 °C, contre un record estival de 36 °C.
| Mois                        | Jan  | Fév | Mar | Avr | Mai | Jui | Jui | Aoû  | Sep | Oct | Nov | Déc | Année |
| Températures minimales (°C) | -28  |     |     |     |     |     |     |      |     |     |     |     |       |
| Températures maximales (°C) |      |     |     |     |     |     |     | 36   |     |     |     |     |       |
| Températures moyennes (°C)  | -2,6 |     |     |     |     |     |     | 20,7 |     |     |     |     |       |
| Pluviométrie (mm)           |      |     |     |     |     |     |     |      |     |     |     |     | 500   |

### Toponymie

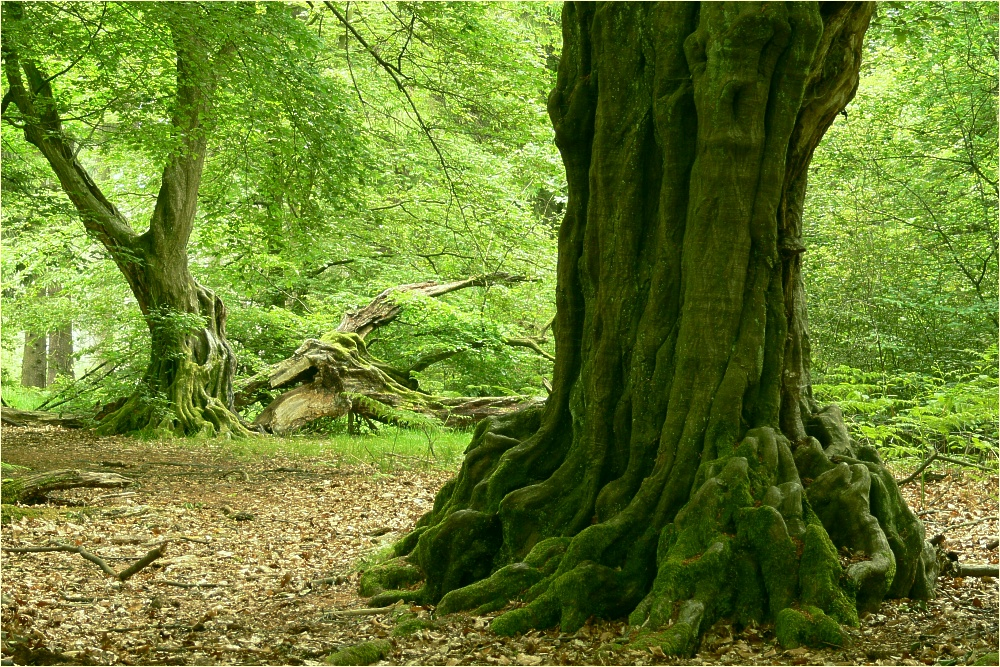
L'étymologie de Tskhinvali vient du nom géorgien pour le charme.

Le nom de Tskhinvali dérive de l'ancien géorgien რცხილა (rtskhila) ou ქრცხილა (krtskhila), qui désignent tous deux l'arbre charme, ce qui pourrait indiquer qu'à une certaine période, les forêts de la région étaient principalement recouvertes de cette espèce. Au Moyen Âge, la ville était connue sous le nom de Krtskhinvali (ქრცხინვალი), mais son nom s'est progressivement changé en Tskhinvali vers la fin du XVIIIe siècle et le début du XIXe siècle.
Le nom de la ville est rebaptisé en Staliniri (ou Stalinir en ossète, littéralement l'« Ossétie de Staline ») en 1934, en référence au dirigeant soviétique Joseph Staline (qui était né non loin de là, à Gori) dont le père était Géorgien et la mère, Ossète. Ce changement de nom est l'un des nombreux exemples de la sorte de l'époque stalinienne. Il était fréquent de renommer certains lieux d'Union soviétique par un nom ayant « Staline »  pour racine. Ce n'est que le 24 novembre 1961, pendant la déstalinisation de Nikita Khrouchtchev, que Tskhinvali retrouve son nom d'origine.
Depuis le début du conflit osséto-géorgien en 1990, le nom de la ville est sujet à débat. Ainsi, les Ossètes (qui constituent la majorité de la population locale) et les autorités de l'Ossétie du Sud nomment officiellement leur capitale Tskhinval (Цхинвал), enlevant au nom le i final, marque du nominatif géorgien. Ce dernier est le nom de facto formel de la ville depuis l'introduction de l'ossète comme langue officielle de l'Ossétie du Sud. Enfin, certains Ossètes utilisent le nom de « Tchreba » pour désigner Tskhinvali officieusement.
Le 27 avril 2020, les autorités sud-ossètes annoncent que pendant les jours fériés liés à la guerre germano-soviétique de 1941-1945 la ville se nommera de nouveau Stalinir.

### Occupation des sols
Sur les quelque 740 hectares de Tskhinvali, la majorité est utilisée pour des immeubles d'appartements datant de la période soviétique et pour des édifices culturels. Le sud de la ville, près de la frontière de facto avec la Géorgie, contient plusieurs bases militaires des anciennes forces de maintien de la Paix de la Communauté des États indépendants, aussi bien que des postes de défense sud-ossètes. La ville elle-même est entourée par plusieurs hectares de champs.
Le nord de la commune, dont le statut est discuté (la communauté internationale le considère comme le village géorgien de Tamaracheni, tandis que la Russie et l'Ossétie du Sud reconnaissent la région comme sud-ossète), est principalement occupé par les ruines d'anciennes maisons géorgiennes et quelques forêts. La mairie de Moscou a investi des fonds pour construire en 2009 à la place de l'ancienne Tamaracheni un quartier résidentiel administrativement considéré comme un « microdistrict » de la capitale sud-ossète.

### Voies de communication
Plusieurs axes routiers passent par Tskhinvali. Parmi celles-ci se trouvent la route transcaucasienne, les routes Goupta-Tskhinvali, Tskhinvali-Tirdznissi, et Tskhinvali-Tbeti. Il y a également une ligne de chemin de fer qui commence à Tskhinvali et continue jusqu'au centre de la Géorgie vers Gori, construite en 1940. Toutefois, ces axes sont généralement coupés entre l'entrée de l'Ossétie du Sud et les territoires contrôlés par Tbilissi.
Une grande partie des rues et des ruelles de la capitale sud-ossète se trouvent en mauvais état en raison des nombreux conflits dont la ville a été le théâtre. Toutefois, une partie du budget de reconstruction accordé par la Russie aux autorités sud-ossètes entre 2008 et 2009 est utilisé dans le but de reconstruire ces voies à neuf. Cependant, la corruption serait présente dans les haut cercles du gouvernement local, ce qui empêcherait à d'importants chantiers de se réaliser.
Tskhinvali ne dispose pas d'aéroport civil.

## Histoire

### Des premiers temps auXIXesiècle

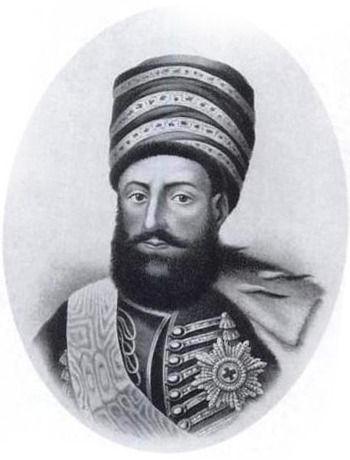
Le roi Héraclius II de Géorgie participa au développement de Tskhinvali.

Les découvertes archéologiques faites dans la région laissent à penser que Tskhinvali est l'un des plus anciens établissements de Géorgie. La tradition fait remonter la fondation de la ville au règne d'Aspagour Ier d'Ibérie (265-284). Chalva Meskhia a laissé supposer qu'à partir de cette période, Tskhinvali est un point important dans la culture géorgienne, surtout après la conversion de l'Ibérie au christianisme dans les années 320.
Au cours des siècles, la région se développe en tant que domaines royaux, sans entrer dans les seigneuries semi-indépendantes géorgiennes au début de la période médiévale. Incorporée avec le reste de l'Ibérie dans les empires perses, arabes et byzantins, son destin reste attaché avec le reste de la Géorgie, et particulièrement après la fondation du royaume unifié géorgien au XIe siècle. En raison des nombreuses invasions que la Transcaucasie connaît à travers le haut Moyen Âge, Tskhinvali disparaît temporairement de l'histoire géorgienne. Toutefois, au début du XIIIe siècle (durant l'« Âge d'Or » de la Géorgie), la commune reprend le titre de petite ville et est dotée d'une forteresse.
Krtskhinvali est progressivement peuplé par des marchands et commerçants établis par les souverains géorgiens pour faire revivre le nord de la région. C'est ainsi que la ville est dite principalement habitée par des marchands dans une charte de 1344. Dans une charte similaire de Mtskheta datant de 1392, Krtskhinvali est pour la première fois considérée comme une ville.
Après la division de la Géorgie au XVe siècle, la culture géorgienne tombe en décadence et il faudra attendre la fin du XVIe siècle pour voir Krtskhinvali renaître. Durant la même période, plusieurs familles nobles, tels que les Davitichvili, Matchabeli, Taktakichvili et Dapkiachvili, s'établissent dans la région. À plusieurs reprises, la ville devient un centre de résistance chrétien contre les empires musulmans de Perse et de Turquie. Dans les années 1600, Georges Saakadzé est nommé « moouravi » (préfet) de Krtskhinvali et de la Dvaleti après avoir vaincu des rebelles ossètes venant du Nord-Caucase.
Peu de temps plus tard, la ville est donnée par les rois de Karthli à la famille des Amilakhvarichvili en tant que fief héréditaire. Mais malgré cela, il arrivait que la ville fût dépourvue de seigneurs et était donc dirigée par un fonctionnaire nommé par le roi. Au début du XVIIIe siècle, Tskhinvali est cité comme faisant partie des domaines de villégiature du roi Vakhtang VI de Karthli. L'ultime phase de développement de Krtskhinvali durant l'ancienne période date du règne d'Héraclius II de Kartl-Kakhétie, qui, dans le cadre de sa politique de renaissance économique, fait prospérer la région.

### Empire russe et débuts du conflit ossèto-géorgien
En 1801, en violation du Traité de Gueorguievsk, la Russie impériale annexe la Géorgie orientale, dont Tskhinvali fait alors partie. Incorporé tour-à-tour à l'oblast de Géorgie puis au gouvernement de Géorgie-Iméréthie, la ville entre dans le gouvernement de Tiflis en 1848. Tskhinvali est alors une petite ville de l'empire russe majoritairement habitée par les descendants (juifs et arméniens) des anciens commerçants introduits par le roi Héraclius II et des Géorgiens. En 1848, une section de la police du district de Gori est placée dans la commune et une politique de colonisation ossète dans le nord de la Géorgie est alors entamée par les autorités russes du Caucase, alors que les mêmes Ossètes avaient été bannis de la ville par le général Alexandre Tormassov (1809-1811) en raison de la criminalité causée par eux. Il est par ailleurs intéressant de noter que d'aucune famille ossète vivant à Tskhinvali en 1886, le chiffre a augmenté jusqu'à former jusqu'à 11 % de la population locale dans les années 1910.

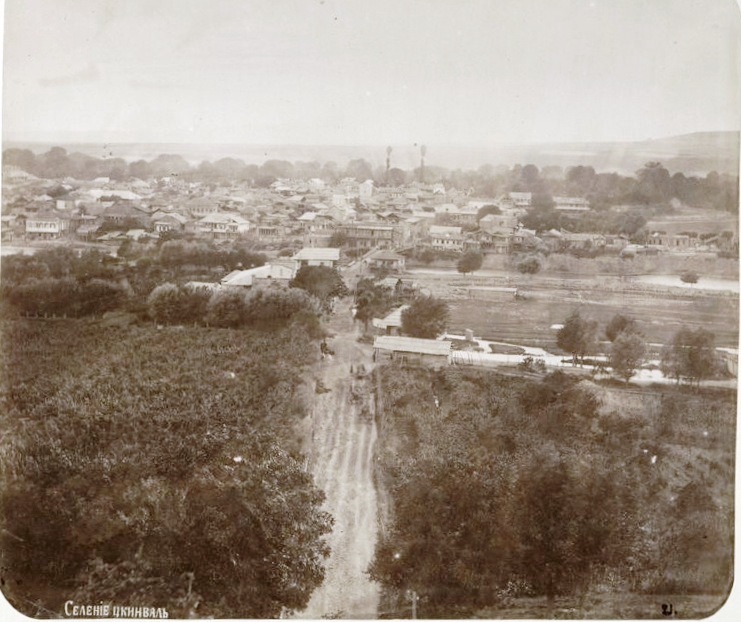
Tskhinvali en 1886 (par D. Roudnev).

Tskhinvali bénéficie comme le reste du Caucase d'un renouveau économique durant la période de la domination russe. C'est ainsi que des routes se construisent, les marchés locaux se développent et une société citadine se forme. En 1864, comme dans le reste du gouvernement de Tiflis, le servage y est aboli mais les mauvaises conditions de vie de la nouvelle classe paysanne provoquent des controverses dans les cercles influents géorgiens. La population de Tskhinvali croît considérablement durant la période impériale et atteint les 3 832 habitants en 1886 puis les 5 033 en 1910.
Toutefois, l'essor de Tskhinvali est mis en question par les conflits de classes de l'empire qui mènent à la Révolution russe de février 1917. Les nationalistes géorgiens parviennent à profiter de la situation pour déclarer l'indépendance de la République démocratique de Géorgie en mai 1918. L'intégration de Tskhinvali au sein du nouvel État rencontre une certaine opposition de la part de la minorité ossète locale qui se pose contre le pouvoir menchevik et lutte pour établir un régime bolchevik dans la région. Un « Conseil national ossète », fondé en juin 1917 à Djava, appelle alors à la révolte contre Tbilissi et à l'établissement du pouvoir bolchevik entre les villes d'Oni, Doucheti et Tskhinvali. Avec l'avènement de l'influence révolutionnaire bolchévique, les nationalistes ossètes s'organisent et créent, le 30 janvier 1920, une cellule régionale du parti bolchévik russe, puis, le 23 mars, le gouvernement régional révolutionnaire (REVKOM), qui déclare vouloir établir le pouvoir soviétique à Tskhinvali et de rattacher sa région à la République socialiste fédérative soviétique de Russie.
En mai-juin 1920, plusieurs détachements de guérilla ossètes débarquent de Ciscaucasie et pénètrent en Géorgie indépendante dans le but d'y établir le pouvoir soviétique. Le 8 juin, après une courte bataille, ceux-ci parviennent à prendre Tskhinvali et organisent plusieurs raids sur les familles géorgiennes locales. Le drapeau rouge levé sur la ville, l'armée ossète demande officiellement au Kremlin d'incorporer la nouvelle entité des « travailleurs d'Ossétie du Sud » au sein de la République socialiste fédérative soviétique de Russie. Les Ossètes continuent leur chemin au sud et font blocus sur le tunnel de Sourami (reliant la Géorgie occidentale à la Géorgie orientale) et commencent à attaquer Gori, avec pour but d'occuper Tbilissi. Dans le but de préserver l'indépendance de la République démocratique de Géorgie, la Garde populaire géorgienne commence alors à riposter violemment et fait replier les détachements ossètes sur Tskhinvali qui est à son tour reprise en quelques jours à l'aide de l'armée régulière géorgienne.

### Tskhinvali pendant la période soviétique
Après l'invasion de la Géorgie par l'Armée rouge en février 1921, la République démocratique est intégrée par force à l'Union soviétique à titre de République socialiste soviétique de Géorgie. Les nouvelles autorités décident alors de soviétiser le pays et procédant à d'importants remaniements territoriaux géorgiens au profit de ses voisins. Parallèlement, l'Abkhazie devient semi-indépendante vis-à-vis de Tbilissi et l'Adjarie devient une autonomie soviétique.
L'Oblast autonome d'Ossétie du Sud est créé le 20 avril 1922, avec Tskhinvali comme capitale régionale, par le Décret 2 du Comité exécutif géorgien du Sovnarkom. Toutefois, la population ossète de Tskhinvali ne dépasse pas alors les 613 individus sur une population totale de 4 543 et les nombreuses protestations des Géorgiens, Arméniens et Juifs locaux (qui envoient notamment une requête formelle en 1922 auprès du Commissariat populaire pour les Affaires intérieures de Géorgie demandant le retrait de la ville et des villages géorgiens voisins des frontières sud-ossètes) ne changent rien à la situation. La politique soviétique dite de korenisation (signifiant « nativisation »), appelée à donner plus de place aux nations minoritaires pour renforcer le pouvoir soviétique au niveau local, touche l'Ossétie du Sud: des dizaines de familles ossètes venant des régions rurales avoisinantes et plusieurs Géorgiens quittent Tskhinvali pour rejoindre Tbilissi ou les autres villes développées de l'Union soviétique. En 1926, 1 126 Ossètes constituent 19,8 % de la population tskhinvalienne, contre 57,4 % (12 432 individus) en 1959, 68,7 % (20 846 individus) en 1970, 72,8 % (25 319 individus) en 1979 et 74,4 % (31 537 individus) en 1989.
En 1931, un Institut pédagogique y est fondé (actuellement Université d'État Tibilov), des branches de l'Université de Tbilissi et de l'Institut linguistique de Géorgie étudiant l'ossète y sont établis et des écoles ossètes sont créées. Dans les décennies suivantes, la région de Tskhinvali se développe industriellement et économiquement, notamment dans le domaine de l'agriculture.

### Tskhinvali au cœur d'un conflit ethnique
Les historiens géorgiens ont souvent vu l'autonomie sud-ossète comme une « bombe à retardement » servant les désirs du Kremlin. Son but aurait été, selon eux, de soumettre le reste de la Géorgie en donnant naissance à des sentiments séparatistes, au cas où le nationalisme géorgien ferait à nouveau surface à Tbilissi. De l'autre côté, les historiens russes et ossètes considèrent que c'est au contraire la montée du nationalisme géorgien, de plus en plus présent à partir des années 1970, qui poussa les Sud-Ossètes à chercher à leur tour une forme d'émancipation nationale. Quelle que soit la force motrice de leurs motivations, les Sud-Ossètes commencent à réclamer une plus grande autonomie à partir des années 1980, alors que l'indépendance géorgienne redevient une idée défendue par une grande partie des Géorgiens. En quelques années, Tskhinvali devient le centre de tensions qui causent la fermeture d'écoles géorgiennes, le démantèlement de monuments historiques et le changement de noms locaux en versions ossètes. Ces mêmes tensions atteignent leur point culminant en novembre 1989 quand plusieurs milliers de Géorgiens menés par le dissident Zviad Gamsakhourdia et se dirigeant pour manifester dans la capitale de l'Ossétie du Sud sont arrêtés à l'entrée de la ville par les troupes soviétiques et plusieurs Ossètes armés,.
La politique du gouvernement de Zviad Gamsakhourdia (souvent considéré comme ultranationaliste), basée sur une doctrine de « Géorgie pour les Géorgiens », devient une sorte de catalyseur au mouvement sécessionniste des Ossètes de Géorgie. Le décret géorgien d'août 1990 interdit aux mouvements régionaux (dont l'« Adamon Nykhas » sud-ossète) de participer aux élections au parlement géorgien, ce qui fut considéré par les dirigeants sud-ossètes comme un acte hostile. Le mois de novembre 1989 voit le début de la « guerre des lois » entre Tskhinvali et Tbilissi avec la résolution du Soviet de l'Oblast transformant le statut de la région en république autonome, acte jugé inconstitutionnel et annulé sur le champ par la RSS de Géorgie. Un événement similaire se produit avec la déclaration de souveraineté de l'Ossétie du Sud du 20 septembre 1990 au sein de la Géorgie, qui est également annulé par Tbilissi dès le lendemain. Parallèlement, des actions violentes interethniques se produisent à Tskhinvali. En octobre 1990, la République d'Ossétie du Sud est proclamée et ne sera abolie que le 22 novembre par le nouveau Conseil Suprême géorgien. Bientôt, les Géorgiens de Tskhinvali déclarent leur insubordination vis-à-vis de l'Oblast. Finalement, le 11 décembre 1990 l'Oblast et avec elle l'autonomie sud-ossète sont dissoutes par Tbilissi.
Dans ce contexte de confrontations, les violences ethniques ne s'atténuent guère et la loi martiale est proclamée à Tskhinvali par le président Gamsakhourdia, tandis qu'une mission militaire géorgio-soviétique est envoyée dans les territoires de l'ancienne région autonome pour apaiser la situation. Le commandant des troupes géorgiennes est par la même occasion nommé maire de Tskhinvali. Tbilissi accuse alors le séparatisme ossète d'être désormais alimenté par certains cercles du Kremlin.
Le 5 janvier 1991 la nouvelle Garde nationale géorgienne intervient à Tskhinvali, officiellement pour éviter un nettoyage ethnique, cette intervention est considérée comme une atrocité par les autorités sud-ossètes et russes, qualificatif toutefois non validé par les organismes internationaux. En réponse, Mikhail Gorbatchev rétablit l'autonomie sud-ossète deux jours plus tard, mais cette résolution est également invalidée par la Géorgie qui ne se considère plus comme une république socialiste soviétique, mais comme une république souveraine ne dépendant plus de l'URSS. La mission d'intervention se transforme bientôt en guerre lorsque des milices armées ossètes se forment.
Tskhinvali devient le centre d'une guerre non déclarée qui fait des centaines de morts. Des hôpitaux et des écoles deviennent les cibles des deux camps. Des massacres brutaux de Géorgiens sont organisés par les troupes soviétiques aussi bien dans les rues que dans les églises. Ce n'est qu'en juin 1992 qu'un cessez-le-feu est proclamé grâce aux Accords de Sotchi entre Edouard Chevardnadze et Boris Eltsine,. L'accord a créé les « Forces mixtes de maintien de la paix » composés d'Ossètes, de Russes et de Géorgiens et a établi un « couloir de sécurité » délimitant le territoire contrôlé par les autorités sud-ossètes et celui contrôlé par les autorités géorgiennes. Toutefois, cet accord de paix n'apaise guère les tensions interethniques : en peu de temps, un grand nombre de Géorgiens sont forcés de quitter la ville et seul un nombre insignifiant d'entre eux (quelques individus contre 6 905 Géorgiens avant le conflit) reste à Tskhinvali, la majorité étant des personnes âgées. Les Géorgiens parlent alors d'un véritable nettoyage ethnique.

### Tskhinvali, capitale d'une république autoproclamée
D'après la délimitation territoriale des Accords de Sotchi, Tskhinvali se retrouva sur le territoire administré par les autorités sud-ossètes en présence des Forces mixtes de maintien de la paix sous le mandat de la CEI. La déclaration sud-ossète d'indépendance de novembre 1993 fait de la ville la capitale du nouvel État auto-proclamé et le siège de son nouveau gouvernement dirigé par Lioudvig Tchibirov.
La capitale se retrouve cependant dans un état déplorable en raison du conflit de 1991-1992. La supposée corruption, les problèmes financiers et l'isolement de la région empêchent tout travaux de reconstruction de se produire et nombre de quartiers restent en ruines pendant des années. Selon certaines sources, l'arrivée au pouvoir d'Edouard Kokoïty en tant que président d'Ossétie du Sud en 2001 se caractériserait par une montée du trafic d'armes et de la criminalité en général.

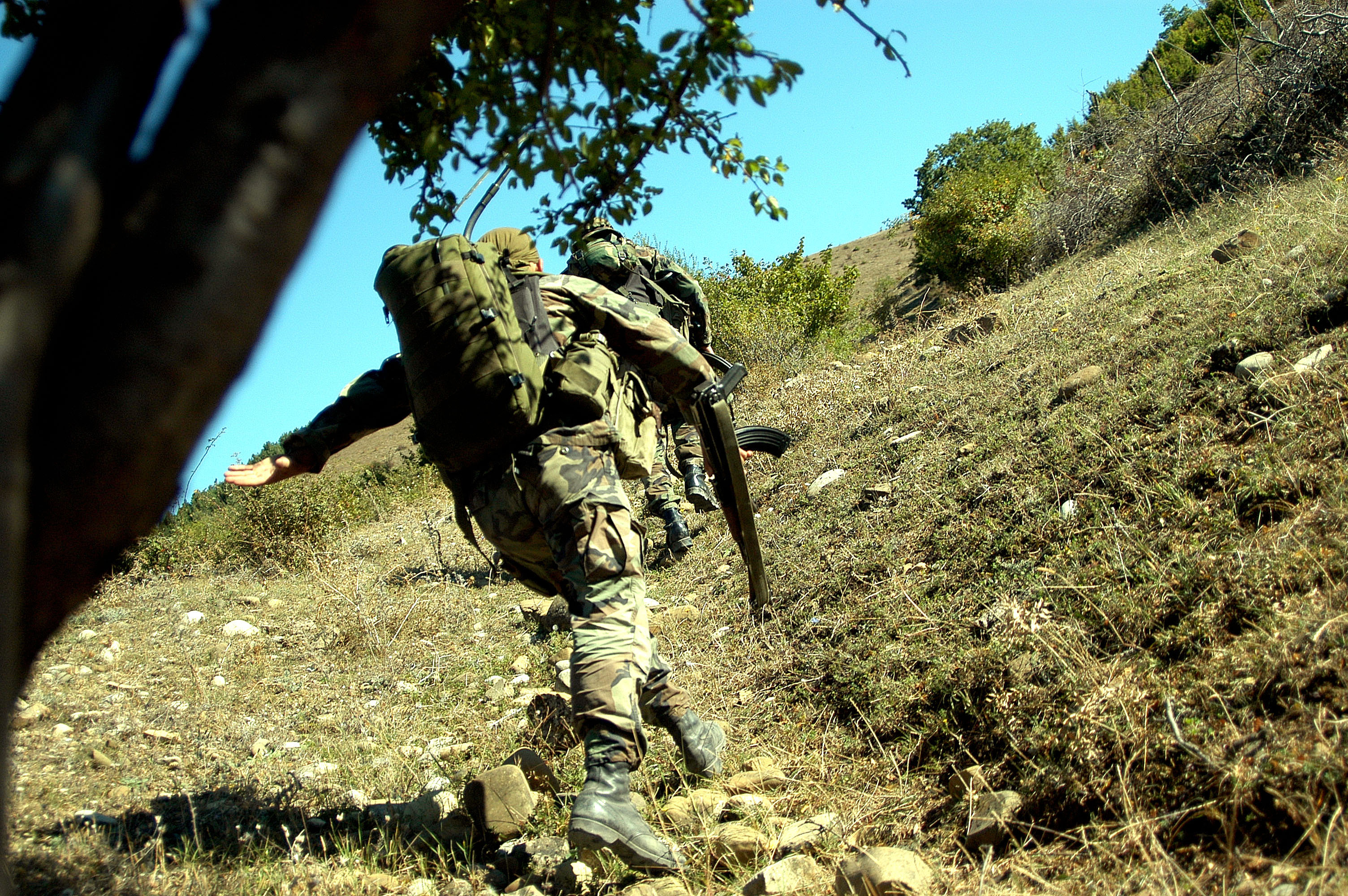
Soldat géorgien durant la crise de 2004.

La Révolution des Roses en Géorgie a aussi eu des répercussions sur Tskhinvali. Une branche ossète du mouvement géorgien Kmara se met à opérer avec l'appui des dirigeants révolutionnaires. La Géorgie fait un geste de rapprochement sans précédent depuis les années 1990 quand Mikheil Saakachvili visite en janvier 2004 Tskhinvali et un village environnant et promet des mesures d'ouverture envers la population sud-ossète en attisant la colère des autorités sud-ossètes. Une partie de la population de Tskhinvali réussit à participer aux élections présidentielles géorgiennes du 5 janvier. L'arrivée au pouvoir d'un nouveau gouvernement à Tbilissi entraîne un apaisement dans le conflit osséto-géorgien. Dès les premiers mois de la présidence de Mikheil Saakachvili, un nouveau plan de paix est proposé à Tskhinvali, les routes reliant la ville au reste de la Géorgie sont rouvertes, la police géorgienne participe à des opérations anti-corruption avec les forces de sécurité sud-ossètes, le marché d'Ergneti (situé à cheval sur la frontière de facto entre la Géorgie et l'Ossétie du Sud), centre de trafics en tout genre en destination de Tskhinvali aussi bien que des villages géorgiens, est fermé.
Toutefois, l'ouverture de Tskhinvali vers Tbilissi ne reste qu'éphémère. Edouard Kokoïty monte le ton envers le gouvernement géorgien et renforce les milices armées ossètes accusées par Tbilissi de menacer les villages géorgiens proches de Tskhinvali. Des incidents, tels que la prise en otage de 50 soldats géorgiens par la police sud-ossète, ne font qu'aggraver la situation. Cette brusque tension culmine en été 2004, quand un conflit militaire échappe de justesse : le 18 août, après des jours entiers de tirs au mortier sur les populations civiles des deux côtés, l'armée géorgienne intervient dans Tskhinvali mais est rapidement repoussée par une aide clandestine russe, laissant derrière elle une trentaine de morts.
Les relations entre Tskhinvali et Tbilissi se radicalisent à partir de ce moment. Les frontières de facto sont fermées, les relations entre les indépendantistes et les Géorgiens sont coupées, des provocations militaires et des affrontements se multiplient. Alors que Tbilissi propose à l'Ossétie du Sud une autonomie illimitée, Edouard Kokoïty se rapproche de plus en plus de la Russie et de l'Abkhazie, comme le montrent les visites d'officiels russes et du président abkhaze Sergueï Bagapch à Tskhinvali entre 2005 et 2007. La création d'une Entité provisoire d'Ossétie du Sud, regroupant plusieurs anciens dignitaires sud-ossètes passés du côté géorgien, en avril 2007 ne fait qu'augmenter les tensions.

## Tskhinvali durant la Deuxième guerre d'Ossétie du Sud
Au fil des mois, Tbilissi et Moscou ne parviennent pas à trouver une résolution au conflit osséto-géorgien. De plus, les tensions dans la région de Tskhinvali augmentent considérablement à partir de juin 2008. Les échanges de tirs survenus dans la nuit du 1 au 2 août 2008 à la frontière osséto-géorgienne auraient fait, d'après Tskhinvali, six morts et 15 blessés côté sud-ossète. Les deux commandements des missions de maintien de la Paix se sont rejeté la faute de ces affrontements, qui incluaient aussi des actes de nature terroriste commis sur plusieurs policiers géorgiens durant les jours précédents.
Le rapport de la Mission d'enquête indépendante missionnée par l’Union européenne sur le conflit en Géorgie (MEIICG) attestera que l'armée géorgienne avait enclenché directement la guerre en lançant une offensive sur Tskhinvali, tout en pointant du doigt les tensions créées par la Russie bien avant le conflit (entre autres, par un octroi massif de la nationalité russe aux résidents sud-ossètes) et en déclarant que la responsabilité du conflit repose sur les deux parties. L'enquête n'a pas pu confirmer les allégations géorgiennes d'une présence provocatrice à grande échelle de forces armées russes en Ossétie du Sud avant l'offensive géorgienne tout en attestant une concentration de dispositifs militaires russes à faible échelle. D'un autre côté, les autorités sud-ossètes parlent de la concentration des unités géorgiennes le long de la frontière la veille du conflit, prétention niée par Tbilissi et non vérifiée par la MEIICG.
Durant la nuit du 7 au 8 août 2008, les troupes géorgiennes (10 000 à 11 000 soldats, 400 véhicules blindés, systèmes d'artillerie, aviation et plusieurs centaines de véhicules légers) commencent à pilonner plusieurs parties de Tskhinvali, pour « neutraliser les positions ennemies », d'après le gouvernement géorgien. Tôt le matin du 8 août, Tbilissi engage l'Opération « Nettoyer le Champ » et pénètre dans la ville. Vers l'après-midi, la majorité de la capitale sud-ossète est prise par les Géorgiens, mais ses quartiers nord et centre-nord restent sous contrôle de l'armée sécessionniste qui reçoit bientôt une aide importante de l'armée russe. Celle-ci, précédée par un bombardement aérien sur les positions géorgiennes au sein de la ville, selon ce que rapportent les sources officielles géorgiennes citées par le rapport de la MEIICG, parvient à récupérer le centre de Tskhinvali durant la soirée, tandis que dès le 9 août, les forces géorgiennes, après une vaine tentative de reprendre la ville, sont entièrement expulsées par les colonnes russes. Celles-ci continuent leur chemin pour s'incruster dans le territoire de la Géorgie propre, s'engageant dans une guerre de cinq jours, la Deuxième Guerre d'Ossétie du Sud.

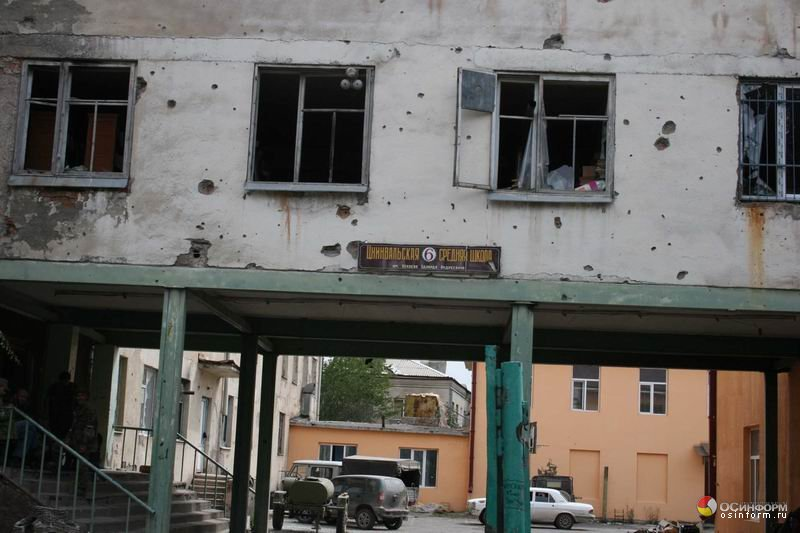
École secondaire no 6 après la bataille de Tskhinvali.

Les autorités géorgiennes ont prétendu que leurs uniques cibles étaient les postes militaires ossètes qui attaquaient les villages géorgiens voisins, mais la destruction de certains bâtiments, tels que l'Université de Tskhinvali, le Parlement sud-ossète, des hôpitaux et des écoles laissent supposer le contraire. Toutefois, quelques-unes de ces cibles auraient été visées à cause d'une présence de membres des forces militaires ossètes, ce qui, d'après le rapport de Human Rights Watch, en feraient des cibles légitimes en accord avec la Convention de Genève de 1977 et le Comité international de la Croix-Rouge. Il en est ainsi, d'après les témoignages des locaux, dudit parlement et des écoles no 6 et 12, au sud de Tskhinvali. De plus, le côté géorgien accuse Moscou d'être en partie responsable des dommages causés durant la bataille de Tskhinvali, en affirmant que seule l'aviation russe aurait bombardé la ville. Ces accusations n'ont pas été prouvées par les sources indépendantes.
Le nombre de morts tskhinvaliens durant le conflit est quant à lui sujet à débat. Les autorités sud-ossètes, dès les premières heures du conflit, avaient annoncé la mort d'un millier de civils à Tskhinvali et dans ses environs. Plus tard, ces chiffres s'élèveront pour atteindre, d'après les sources, les 3 000 morts. Ces prétentions ont été démenties par l'armée géorgienne et considérées comme inexactes par les nombreuses missions humanitaires. Finalement, l'Hôpital de Tskhinvali fera état de 273 blessés (majoritairement militaires) et 44 morts, une estimation jugée par Human Right Watch comme n'étant pas définitive (certaines familles ayant possiblement enterré leurs proches dans leurs cours sans les avoir enregistrés). Toutefois, sans nier les premiers chiffres sud-ossètes, l'hôpital ne pourra expliquer la disparition de milliers de corps en trois jours de conflit. D'un autre côté, Tbilissi utilisera les données cités par Human Rights Watch pour prétendre qu'il n'y avait pas eu plus de morts à Tskhinvali. Cette prétention sera jugée incorrecte par HRW et considérée comme une mauvaise interprétation du rapport. Le responsable du Bureau russe des droits de l'homme parle également d'un nombre de victimes sensiblement plus élevé que les quarante-quatre personnes déclarées mortes à l'Hôpital de Tskhinvali, sans pour autant avancer un autre chiffre.

## Culture

### Patrimoine religieux

#### Christianisme
Juridiquement, la région de Tskhinvali est le siège de l'éparchie de Nikozi-Tskhinvali, membre du Catholicossat-Patriarcat de toute la Géorgie. Ce statut est en effet reconnu par le Patriarcat œcuménique de Constantinople et ses entités religieuses dépendantes, y compris le Patriarcat de Moscou et de toute la Russie. Toutefois, Tskhinvali fait partie de facto de l'éparchie d'Alanie, en sécession vis-à-vis de Mtskheta depuis la chute de l'Union soviétique et sous domination spirituelle de l'Église orthodoxe de Grèce - Saint-Synode en résistance.

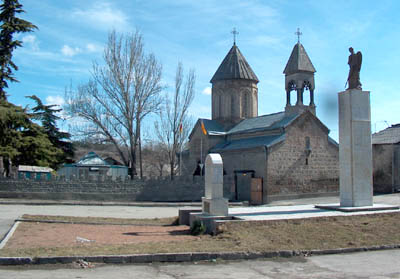
Monument aux victimes du conflit de 1991-1992, devant l'église de la Vierge de Tskhinvali.

C'est pourquoi, le statut des quelques églises se trouvant au sein de la ville sont elles aussi sujettes à débat à propos de leur appartenance. Le nombre exact d'édifices religieux à Tskhinvali n'est pas connu. Les sources diffèrent, notamment en raison des conflits ethniques des années 1990 et de 2008, durant lesquels plusieurs églises auraient été détruites, allégation sans fondement matériel.

L'église la plus importante de la ville est un ancien édifice du XVIIIe siècle, dédié à la Vierge. Construite au centre de la ville, ses murs contiennent plusieurs éléments décoratifs tels que des bas-reliefs de croix, également présents sur les arches du dôme central, rappelant le style médiéval. Lesdits murs présentent des traces de fresques blanchies datant du XIXe siècle et de la russification forcée des églises géorgiennes. Une inscription en géorgien située sur la façade sud (l'entrée) de l'église lit : 
« Nous, Kaïkhosro, fils de Georges, et mon frère Parsadan et mon fils Guivi avons construit cette église de la Toute Sainte [Vierge] avec l'aide du Seigneur, pour le pardon de nos péchés et pour la longue vie de nos fils. Ceux qui lisent [ceci], priez pour notre absolution ; je supplie ceux qui voient [ceci] de prier pour l'absolution de mon père Georges et de ma mère Marekha. Que Dieu vous pardonne pour vos péchés. Sous le règne de Vakhtang. Chronikon 406 [Année 1718]. »
 L'église de la Vierge de Tskhinvali a donc été construite par une famille géorgienne dans une ville recherchant alors difficilement à se développer. Toutefois, il existe des prétentions ossètes aussi bien qu'arméniennes disant que cet édifice a été construit par leur nation respective. Aujourd'hui, la cathédrale est le site d'un hommage dédié aux morts ossètes durant la guerre de 1991-1992.
L'église la plus ancienne est probablement l'église Kavti de Saint-Georges, datant du VIIIe siècle. Certaines sources parlent également de « plusieurs » églises protestantes à Tskhinvali, sans pour autant donner plus de précision.

#### Islam et judaïsme à Tskhinvali
Historiquement, la région de Tskhinvali est l'un des plus anciens établissements juifs hors-Palestine. En effet, la tradition rapportée par les Chroniques géorgiennes de Léonti Mroveli (XIIe siècle) raconte qu'après la prise de Jérusalem par Nabuchodonosor II de Babylone, une partie des Israëlites vint se réfugier en Géorgie, où un seigneur local leur accorda des terres dans les vallées du Liakhvi. Au cours de l'histoire de la ville, les rois géorgiens participent au développement du commerce au nord de la Géorgie en y installant plusieurs familles marchandes juives ou arméniennes. Ce développement mène les Juifs géorgiens à surpasser la population chrétienne durant le XIXe siècle et constituent la principale nationalité de Tskhinvali jusque dans les années 1920.
L'unique synagogue tskhinvalienne fut construite à la fin du XIXe siècle par le rabbin Avraham Khvolis. Autour de cet édifice religieux se forma bientôt un quartier juif qui se développa durant la période soviétique. Malgré cela, les Juifs de Tskhinvali quittent progressivement la région pour rejoindre d'autres villes de l'Union soviétique, ce qui mène la population juive à diminuer pour atteindre les 396 individus en 1989. Après le conflit de 1991-1992, il ne restera plus que 17 Juifs géorgiens, le reste s'étant réfugié en Russie, Géorgie ou Israël. Finalement, la communauté juive disparaît après la Deuxième Guerre d'Ossétie du Sud qui cause la destruction du Quartier juif et la conversion de la synagogue en refuge pour la population locale puis en église baptiste improvisée. Aujourd'hui, il ne reste plus qu'une seule juive à Tskhinvali : une femme de 72 ans du nom de Rosa Djindjikhachvili.

L'islam, d'un autre côté, n'est guère répandu en Ossétie du Sud. Le christianisme étant la religion dominante de cette partie de la Transcaucasie, les autorités sud-ossètes préfèrent promouvoir la chrétienté comme religion d'État. Toutefois, cela mène dans certains cas à une certaine discrimination de la part des autorités vis-à-vis des musulmans. La presse sud-ossète qualifie ainsi souvent la situation de l'introduction de la religion à Tskhinvali comme une « prolifération incontrôlées de sectarianisme », une « introduction forcée de l'islam », ou encore un « sabotage spirituel contre l'Ossétie du Sud ». En 2010, Sonia Khoubaïeva, la conseillère au Président pour les affaires religieuses, déclara : 
« En 1992, immédiatement après la guerre en Ossétie du Sud, des représentants de la Confédération des Peuples des Montagnes du Nord-Caucase vinrent en Ossétie du Sud et même à cette époque, ils demandèrent la permission de construire une mosquée. Naturellement, nous leur avons montré notre refus définitif. [...] Durant l'année-et-demie suivante en Ossétie du Sud, plusieurs constructeurs (des disciples de la religion musulmane) vinrent depuis plusieurs républiques du Nord-Caucase pour me demander des bouts de terres pour la construction d'une mosquée. Mais la construction d'une mosquée à Tskhinvali est tout simplement dans son essence impossible. [...] Plusieurs dignitaires d'Ossétie-du-Nord-Alanie sont très intéressés dans la construction d'une mosquée exactement en Ossétie du Sud. De plus, dans les corridors du pouvoir comme ils disent, il y aurait « quelqu'un » ayant promis à « quelqu'un » que la plus grande mosquée du Caucase sera à Tskhinvali. »

### Attraits touristiques et culturels
Il n'y a pas beaucoup de lieux touristiques ou de bâtiments culturels importants à Tskhinvali. Ainsi, le principal édifice culturel de la capitale sud-ossète est un théâtre dédié au poète ossète Kosta Khetagourov, partiellement en ruines, accompagné d'une place et d'une fontaine, considérés comme le centre de la ville.
Au centre-est de la commune, au bord du Liakhvi, se trouve un parc avec plusieurs bustes de personnalités russes et ossètes. Il y a quelques autres parcs similaires dans la ville, mais ont tous une taille relativement petite. Toujours au centre de Tskhinvali est situé un établissement datant de la période soviétique, la Maison de la Culture, légèrement endommagé à la suite de la bataille de Tskhinvali de 2008. 
Les hôtels sont rares dans la ville. Plusieurs grands bâtiments sont occupés par des bases militaires sud-ossètes et russes (notamment 4e base militaire de la Garde).

## Économie
Tskhinvali étant l'épicentre de la zone de conflit ossèto-géorgien qui a grandement affecté la situation économique de la ville. Alors qu'en 2002, le Produit intérieur brut sud-ossète était estimé à près de 15 millions de dollars, virtuellement, l'unique source économique de la république autoproclamée est le tunnel de Roki, liant la Russie au district de Djava. En ville, le chômage est un problème important qui est principalement causé par le manque d'entreprises fonctionnelles. C'est ainsi que depuis la Deuxième Guerre d'Ossétie du Sud, la seule usine fonctionnant et en bon état est un bâtiment de l'entreprise Emalprovod, ne fournissant que 130 emplois.
La principale source de fonds pour la reconstruction de Tskhinvali vient des allocations de la fédération de Russie, qui avait promis pas moins de 10 milliards de roubles pour 2009 et plusieurs millions de roubles en 2010 pour la construction de routes, de système d'acheminement d'eau, de gaz et d'électricité, mais aussi de dispositifs militaires russes. L'Union européenne contribue également au rétablissement de Tskhinvali, notamment en ayant fourni une aide totale de 7,5 millions d'euros entre 1998 et 2007 pour la réalisation de plusieurs projets, tels que la réhabilitation d'une station de chloration (1998-2001), de la ligne de chemin de fer liant Tskhinvali à Gori, de la station de train de la commune et du réseau gazier de la ville (2001-2002). Malgré cette aide, considérée comme largement insuffisante pour régler tous les problèmes de la ville, le président de la république non reconnue Edouard Kokoïty a admis que son pays dépendait sérieusement de l'assistance économique russe.
Le seuil de pauvreté tskhinvalien s'élève à un salaire de 3 062 roubles (environ 100 $US) par mois durant le dernier quart de 2007 (soit 23,5 % de moins que la moyenne russe). Mais la majorité des Sud-Ossètes ont généralement un salaire bien inférieur à ce montant et plusieurs familles citadines dépendent de réserves familiales dans le monde rural. Ce problème n'est, de plus, que rarement abordé par les autorités, qui parlent plutôt d'une aide aux campagnes et à la production agricole pour faire revivre l'économie sud-ossète en général.

## Défis de Tskhinvali

### Destruction et reconstruction
La bataille de Tskhinvali a grandement endommagé la ville. L'enquête organisée par l'organisation non gouvernementale Human Rights Watch établit que les parties sud, sud-est, sud-ouest et centrales de Tskhinvali avaient été les plus sérieusement touchées par la bataille. D'après les chiffres donnés par les autorités sud-ossètes au représentant de l'ONU pour les droits de l'Homme des déplacés internes Walter Kaelin, une estimation de 680 maisons privées et bâtiments publics ont été détruits durant le conflit à Tskhinvali et dans les villages avoisinants et un millier endommagés. Le rapport pointe aussi du doigt la non-distinction faite entre les bâtiments civils et militaires et l'usage des lance-roquettes multiples Grad par les forces géorgiennes, tout en indiquant que les forces géorgiennes et russes auraient utilisé des bombes à sous-munitions, particulièrement nuisibles pour les personnes civiles. Thomas Hammarberg, commissaire du Conseil de l'Europe pour les droits de l'Homme, fit également état d'importantes destructions au sein de la ville, tels que l'hôpital de Tskhinvali touché par des roquettes, certaines zones résidentielles gravement endommagées, le principal bâtiment des forces russes de maintien de la Paix, de même que le dispensaire médical de ladite base, touchés par de l'artillerie lourde.

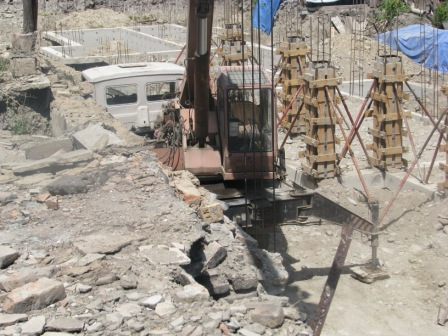
Efforts de reconstruction à Tskhinvali.

La capitale sud-ossète tente désormais de se remettre des événements d'août 2008 et de récupérer une activité plus ou moins comparable à l'avant-guerre. Dès septembre 2008, la Russie envoya des centaines d'ouvriers pour reconstruire Tskhinvali. L'ancien premier ministre sécessionniste Boris Tchotchiev avait par ailleurs garanti que la Russie allait fournir pas moins de 2 000 dollars pour chaque Sud-Ossète ayant été touché par le conflit et peu de temps plus tard, Moscou répondit en affirmant que l'aide russe allait fournir près de 50 000 roubles par famille sud-ossète. Depuis 2008, la Russie a fourni plusieurs milliards de roubles en aide aux autorités indépendantistes, le dernier en date datant de mars 2010 : une allocation de 142 millions d'euros pour la construction de routes et de conduites de gaz, l'approvisionnement en eau de Tskhinvali et la rénovation de deux aérodromes militaires pour hélicoptères.
Dans le même cadre de rénovation, un gazoduc reliant Dzouarikaou (Ossétie-du-Nord-Alanie) à Tskhinvali est inauguré en août 2009, marquant la fin de la dépendance sud-ossète des ressources énergétiques géorgiennes. D'après le Ministère russe des Urgences, les travaux de reconstruction de Tskhinvali s'achèveront au cours de l'année 2010. Toutefois, en août 2009, le président Edouard Kokoïty admit que seules 360 maisons devaient être reconstruites pendant l'année entière, ce qui est loin des 680 supposées détruites.
Le côté géorgien affirme que Tskhinvali serait dans le même état que des villes géorgiennes telles que Tbilissi ou Koutaïssi si l'Ossétie du Sud acceptait de rentrer dans une union fédérative avec la Géorgie. Malgré la situation de conflit régional, certaines communautés géorgiennes n'hésitent pas à aider à la reconstruction de Tskhinvali. C'est ainsi que dès le mois d'août 2008, la communauté géorgienne de Saint-Pétersbourg envoya des fonds pour reconstruire l'hôpital tskhinvalien. Au début de 2010, le gouvernement géorgien a affirmé que la Géorgie était prête à fournir toute aide médicale à l'Ossétie du Sud si Tskhinvali le demandait.

### Allégations de corruption

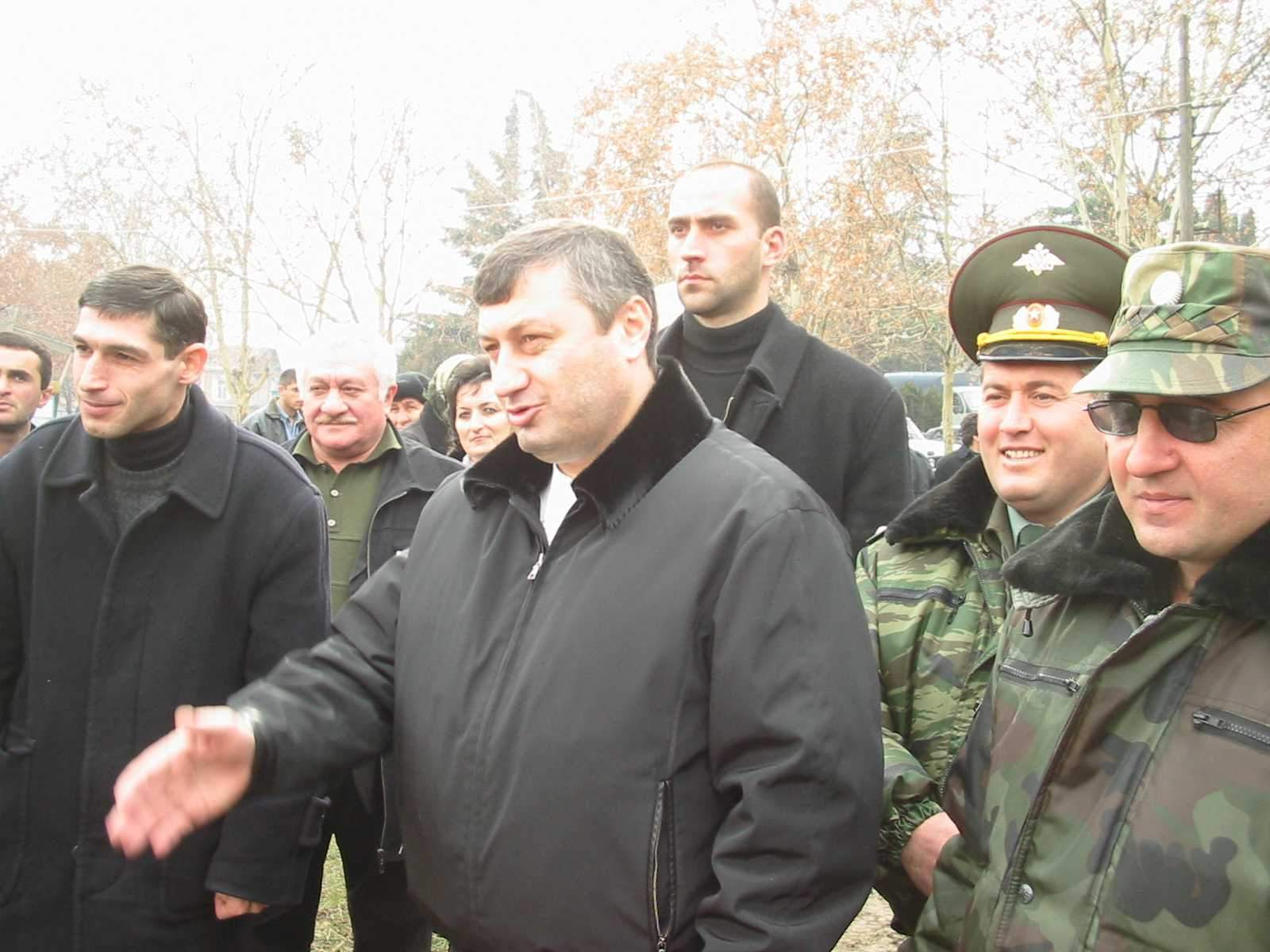
Edouard Kokoïty est un président très critiqué par une partie de la population pour des allégations de corruption.

La corruption serait un problème de longue date à Tskhinvali, mais aussi dans toute l'Ossétie du Sud. Le gouvernement d'Edouard Kokoïty, arrivé au pouvoir en 2001 à l'aide de la famille Tedeïev, n'a pas impliqué d'efforts pour endiguer au début de son mandat l'influence des clans au sein de son gouvernement, jusqu'en juillet 2003, lorsqu'il se retourne contre ses anciens protecteurs Tedeïev et renvoie plusieurs dignitaires faisant partie du clan. Cet épisode provoque des fusillades dans la capitale sud-ossète à travers l'été, sans pour autant causer de victime.
En janvier 2004, deux organisations anti-corruption d'affiliation géorgienne mais ethniquement ossètes commencent à opérer à Tskhinvali. En 2007, une autre organisation ossète dirigée par le journaliste Vladimir Sanakoïev, Kokoïty Fandarast, se forme dans les territoires sud-ossètes contrôlés par Tbilissi, et aurait installé des bureaux même à Tskhinvali en septembre 2007. Toutefois, toutes ces organisations, recevant un soutien populaire plus ou moins important, cessent leur activité en Ossétie du Sud depuis la guerre de 2008.
En revanche, il est de plus en plus fréquent depuis la reconnaissance de l'indépendance sud-ossète par Moscou que d'anciens alliés du président sécessionniste fassent des déclarations dans les médias étrangers accusant le chef d'État de corruption, empêchant les travaux de reconstruction de Tskhinvali de se dérouler normalement. Ainsi, Anatoly Barankevitch, ancien ministre de la Défense, a déclaré au journal russe Kommersant que le gouvernement local a détourné 3 200 tonnes de ciment et près de 19 000 mètres carrés de verre dédié à la réparation de maisons tskhinvaliennes, allégation niée par Edouard Kokoïty. Zourab Kabissov, président du comité pour la reconstruction de l'Ossétie du Sud, a également déclaré au New York Times que le principal problème est l'arrivée des matériaux à Tskhinvali, problème que les autorités géorgiennes n'avaient pas avant 1989.

## Jumelages
- Tiraspol, Transnistrie
- Soukhoumi, Abkhazie / [réf. nécessaire]
- Arkhangelsk, Russie[réf. nécessaire]

D'après un rapport publié par la commission de contrôle fédérale russe en décembre 2008, des quelque 55 millions de dollars promis à l'Ossétie du Sud, seuls 15 millions ont été livrés et 1,4 million dépensés. Le même rapport a souligné que des 111 maisons prévues pour reconstruction pour l'année 2008, seules huit ont été terminées et 38 n'avaient pas encore été touchées.

## Administration

### Système administratif
La Constitution de la République d'Ossétie du Sud de 1993 fait de Tskhinvali la capitale nationale sud-ossète. Ce statut est un héritage de la période soviétique, durant laquelle la ville était la capitale de l'Oblast autonome d'Ossétie du Sud. Un autre héritage de la division administrative soviétique sont les subdivisions sud-ossètes, qui fait de Tskhinvali également le centre administratif d'un raïon homonyme. L'Entité provisoire d'Ossétie du Sud conserve le même système administratif pour la commune, sans pour autant avoir un accès direct à la ville.
La Géorgie, d'un autre côté, ne reconnaît pas le système administratif utilisé par les Sud-Ossètes. Au contraire, d'après les décrets présidentiels de 1994 et 1996 instituant les bases provisoires des subdivisions administratives géorgiennes, Tskhinvali entre dans la province de Shida Kartli. En 2002, le raïon de Gori au sein de la province est créé et la ville entre dans le district. Ce statut est l'unique système administratif reconnu par la communauté internationale et Tbilissi, du moins jusqu'au jour ou l'Entité provisoire d'Ossétie du Sud ou toute autre entité sud-ossète reçoive un statut officiel par les autorités géorgiennes.
Tskhinvali constitue, d'après la loi sud-ossète, une ville avec des mandats législatifs indépendants vis-à-vis du raïon homonyme. Ainsi, plusieurs mandats tskhinvaliens représentent la ville au Parlement de la république autoproclamée. Durant les dernières élections législatives d'août 2009, la ville vota à 49,22 % (6 668 votes) pour le Parti de l'Unité (pro-Kokoïty) pour y élire certains députés, tels que le président du Parlement Zourab Kokoïev. Le Parti communiste reçut quant à lui 23,35 % des suffrages exprimés (3 163 votes), le Parti populaire - 17,03 % (2 307 voix) et le Parti nationaliste Fidibasta - 6,49 % (879 votes). Ces élections n'ont été reconnues que par la Russie et sont considérées comme illégales par Tbilissi et la communauté internationale, mais ces résultats peuvent montrer que la ville de Tskhinvali vote légèrement plus à gauche que le reste du raïon.

### Maire de la ville
Le maire de Tskhinvali est nommé à ses fonctions par le président de la République. Aucun texte législatif sud-ossète ne décrit les activités de ce dignitaire. Historiquement, la fonction de maire peut être comparée au préfet local, qui était occupée au XVIIIe siècle par les membres de la famille géorgienne Amilakhvarichvili (le premier préfet de Tskhinvali connu est Georges Saakadzé). Au XIXe siècle, sous l'empire russe, un commissaire de police occupait les mêmes fonctions.
| Période | Période | Identité          | Étiquette        | Qualité          |
| ------- | ------- | ----------------- | ---------------- | ---------------- |
| 2002    | 2004    | Zourab Kokoïev    | Parti de l'Unité | Homme d'affaires |
| 2004    | 2007    | Vadim Tskhovrebov | Parti de l'Unité |                  |
| 2007    | -       | Robert Gouliev    | Parti de l'Unité | Politicien       |

## Démographie

### Chiffres
| 1886  | 1910  | 1922  | 1926  | 1959   | 1970   | 1979   | 1989   | 2008   | 2010   |
| ----- | ----- | ----- | ----- | ------ | ------ | ------ | ------ | ------ | ------ |
| 3 832 | 5 033 | 4 543 | 5 818 | 21 641 | 30 311 | 34 791 | 42 333 | 30 000 | 17 000 |

### Population ethnique
| 1886  | 1922  | 1926  | 1959  | 1970  | 1979  | 1989  | 2008 |
| ----- | ----- | ----- | ----- | ----- | ----- | ----- | ---- |
| 1 135 | 1 436 | 1 920 | 4 652 | 5 475 | 5 584 | 6 905 | -    |

| 1886  | 1922  | 1926  | 1959  | 1970  | 1979 | 1989 | 1992 | 2008 |
| ----- | ----- | ----- | ----- | ----- | ---- | ---- | ---- | ---- |
| 1 953 | 1 651 | 1 772 | 1 649 | 1 475 | 652  | 396  | 17   | 1    |

| 1886 | 1922 | 1926 | 1959 | 1970 | 1979 | 1989 | 2008 |
| ---- | ---- | ---- | ---- | ---- | ---- | ---- | ---- |
| 744  | 765  | 827  | 860  | 768  | 712  | 734  | -    |

| 1886 | 1922 | 1926  | 1959   | 1970   | 1979   | 1989   | 2009 |
| ---- | ---- | ----- | ------ | ------ | ------ | ------ | ---- |
| -    | 613  | 1 152 | 12 432 | 20 846 | 25 319 | 31 537 | -    |

| 1886 | 1922 | 1926 | 1959  | 1970  | 1979  | 1989  | 2008 |
| ---- | ---- | ---- | ----- | ----- | ----- | ----- | ---- |
| -    | 64   | 114  | 1 583 | 1 180 | 1 737 | 1 836 | -    |

| 1886 | 1922 | 1926 | 1959 | 1970 | 1979 | 1989 | 2008 |
| ---- | ---- | ---- | ---- | ---- | ---- | ---- | ---- |
| -    | 14   | 33   | 465  | 567  | 787  | 925  | -    |

## Personnalités de Tskhinvali
Ces personnalités sont originaires de Tskhinvali :
- Iosseb Krikheli (1931-1988), Grand maître international pour la composition échiquéenne géorgien ;
- Lioudvig Tchibirov (1932-), premier président indépendantiste d'Ossétie du Sud ;
- Edouard Kokoïty (1964-), second président indépendantiste de l'Ossétie du Sud ;
- Dmitri Sanakoïev (1969-), ancien général sécessionniste et président de l'Entité provisoire d'Ossétie du Sud ;
- Irakli Okrouachvili (1973-), homme politique géorgien.

## Illustrations

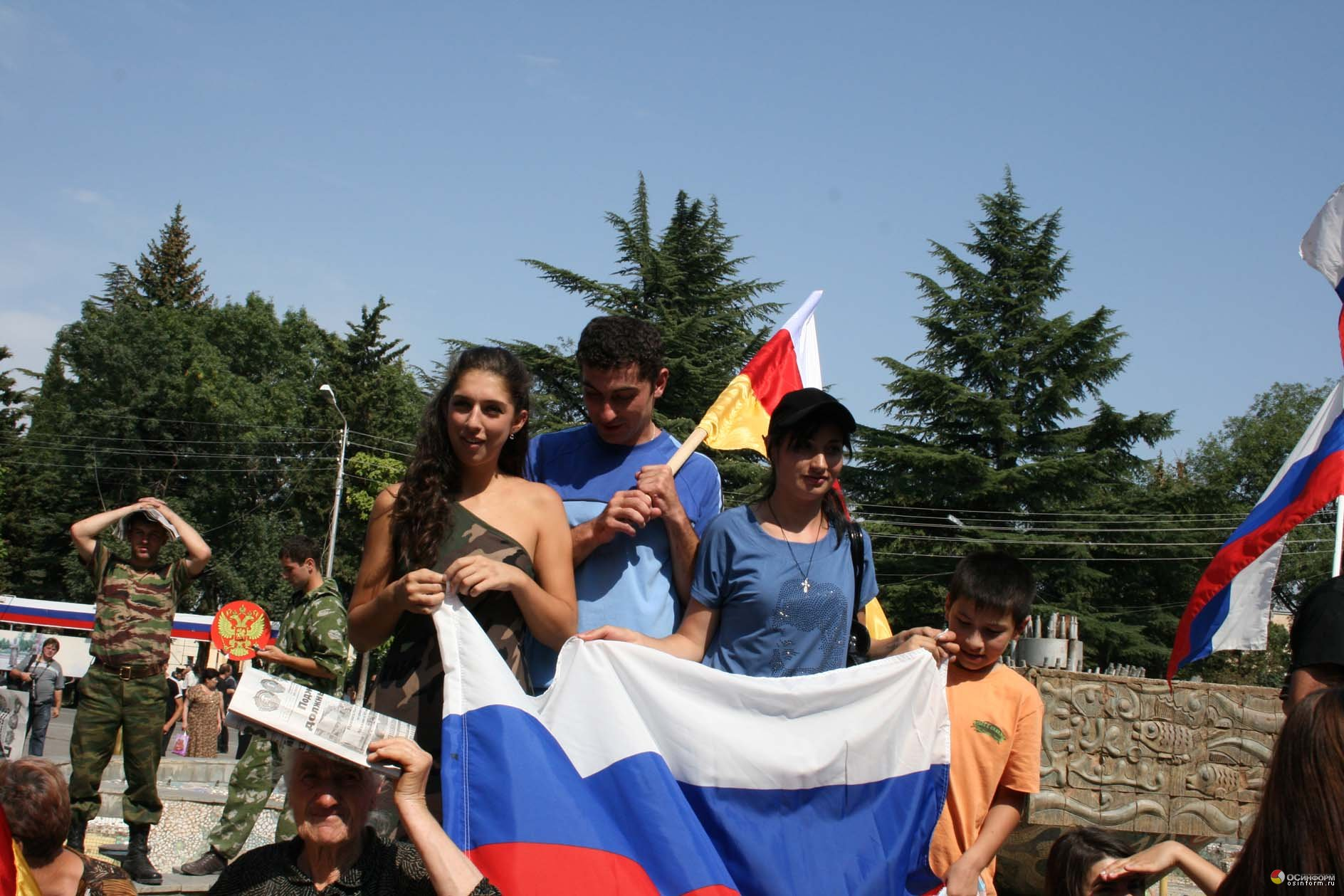
Manifestants sud-ossètes et militaires près de la bataille de Tskhinvali.
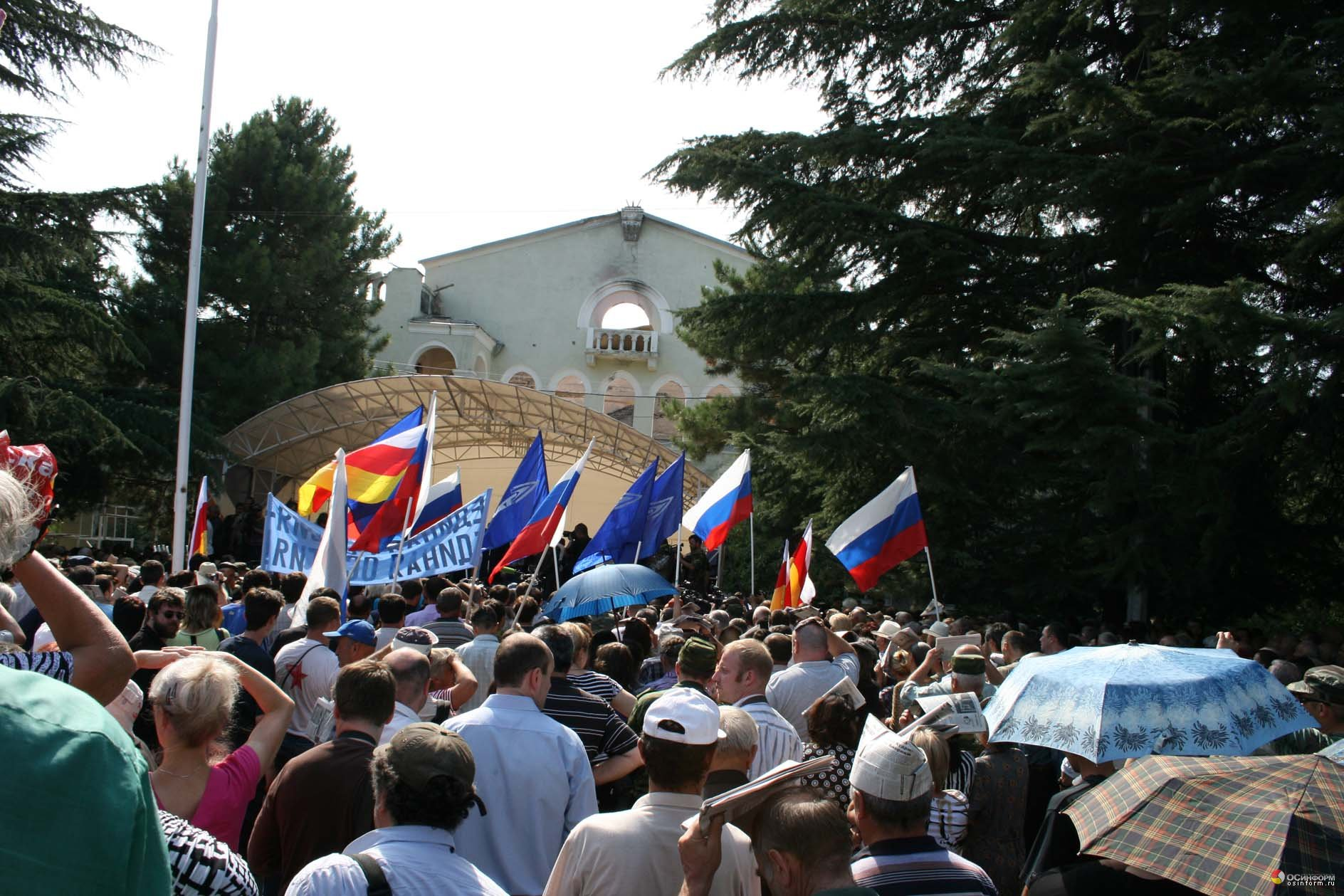
Concert du chef d'orchestre Valeri Guerguiev le 21 août 2008.
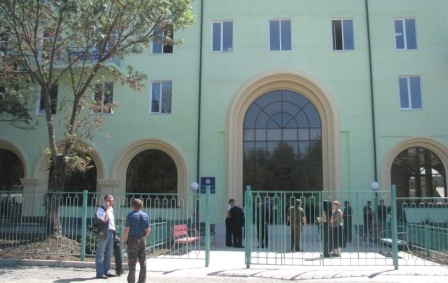
Université de Tskhinvali.
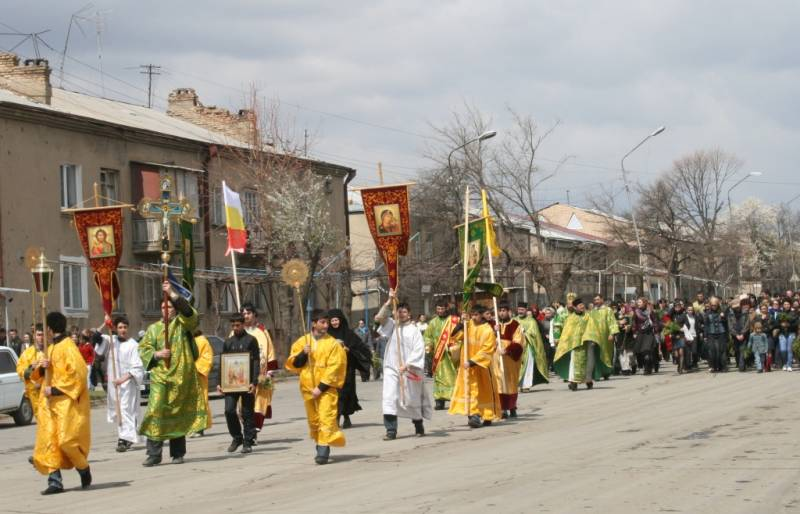
Défilé du Dimanche des Rameaux de 2009.
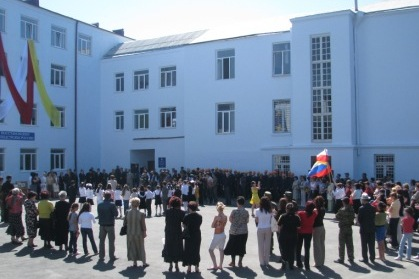
École à Tskhinvali.
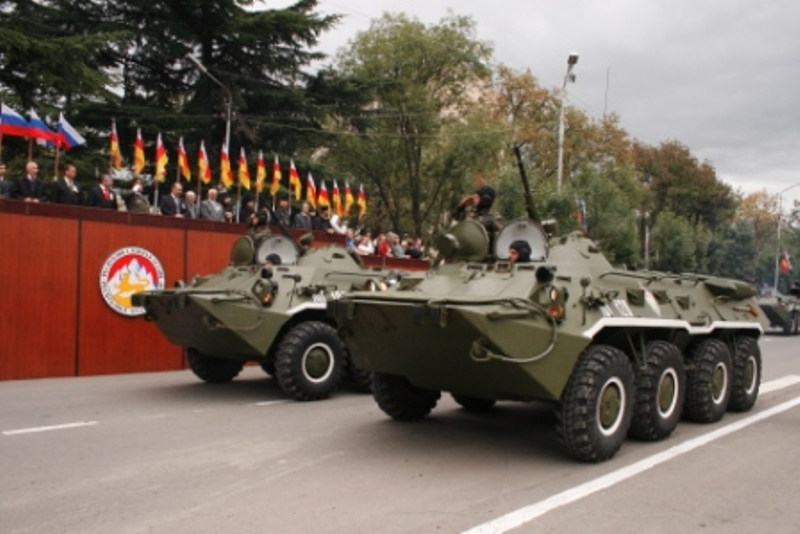
Parade militaire en commémoration de la déclaration d'indépendance.
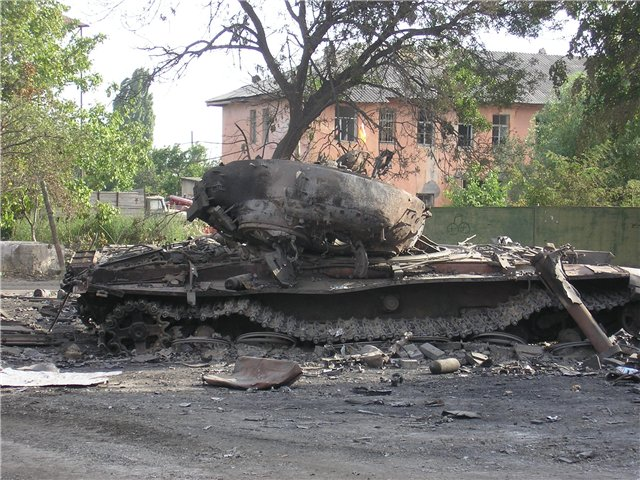
Char géorgien brûlé après la bataille de Tskhinvali.
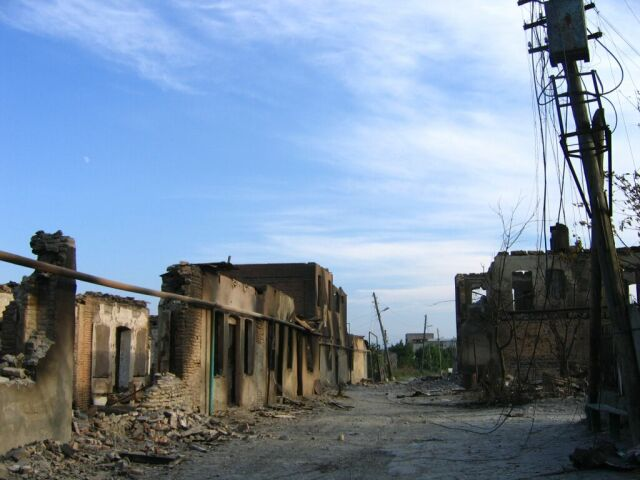
Destruction à Tskhinvali.